# Corynosoma hamanni
Corynosoma hamanni är en hakmaskart som först beskrevs av Otto Friedrich Bernhard von Linstow 1892.  Corynosoma hamanni ingår i släktet Corynosoma och familjen Polymorphidae. Inga underarter finns listade i Catalogue of Life.